# Terpin
Terpin je priimek več znanih Slovencev:
- Andrej Terpin, športni delavec, trener odbojke
- Damijan Terpin (*1963), odvetnik ter narodni in politični delavec v Italiji, predsednik SSK (od januarja 2014)
- Filip Terpin (1603—1683), duhovnik, teolog, generalni vikar, nabožni pisec in prevajalec
- Marija Terpin Mlinar, zgodovinarka, muzealka v Idriji
- Marjan Terpin (1940—2022), trgovec, politik in kulturni delavec v Italiji
- Rafael Terpin (*1944), slikar, risar, likovni pedagog, pisatelj, domoznanec, fotograf
- Rudi Terpin (+1969), kriminalist v Mariboru
- Štefan Terpin, šolnik